# 9ª Armata (Regio Esercito)
La 9ª Armata è stata una grande unità del Regio Esercito Italiano della seconda guerra mondiale che era stata costituita nella parte finale della prima guerra mondiale.

## Storia

### Origini
Il Comando 9ª Armata venne costituito il 1º giugno 1918 a Montagnana in provincia di Padova per essere trasformazione del Comando della 5ª Armata. La 9ª Armata, al comando del Tenente generale Paolo Morrone, non prese direttamente parte alle operazioni ma ebbe sempre funzioni di riserva a disposizione del Comando supremo.
Il 15 febbraio 1919, infine, il Comando della 9ª Armata fu trasformato in Comando dell'8ª Armata, trasformato il 1º agosto in Comando Regie truppe Venezia Giulia, e sciolto il 31 dicembre del 1919.

### Seconda guerra mondiale
La di 9ª Armata venne ricostituita il 9 novembre 1940 a Pogradec, in Albania, per trasformazione del Comando Armata del Po inquadrando il XXVI Corpo d'armata, già nella zona dell'alto Devoli, e il III Corpo d'armata proveniente dall'Italia. Le due unità assunsero uno schieramento difensivo nel settore nord del confine greco-albanese, tra il Lago di Prespa ed Ersekë, a protezione della piana del Corciano. Alcuni reparti del III Corpo d'armata vennero dislocati sulla riva occidentale del lago di Ocrida e a settentrione dello stesso, con compiti di sorveglianza del confine albanese-jugoslavo. Nei primi giorni di novembre i greci hanno attaccato all'estremo nord del settore della 9ª Armata, dove pur riuscendo ad intaccare la linea nei pressi di Bilisht, sul lago di Prespa, vennero contenuti dalle forze italiane. Il 13 dello stesso mese, nuovi ripetuti attacchi vennero portati dall'esercito greco con particolare veemenza lungo tutto il fronte della 9ª Armata; le penetrazioni dell'esercito greco sui fianchi del massiccio del Morova, situato al centro dello schieramento, e ad Erseke, posizione di saldatura con l'11ª Armata, costrinsero le unità italiane ad abbandonare la piana di Coriza e ad attestarsi su una linea più arretrata. Il 24 novembre, un violento attacco dell'esercito greco, portato in direzione del lago di Ocrida consentì ai greci, dopo una lotta protrattasi per quattro giorni, di impossessarsi della località di Pogradec. L'8 dicembre lo schieramento della 9ª Armata ha occupato una fascia compresa tra le sponde occidentali del lago di Ocrida e il massiccio del Tomori, e vani risultarono gli sforzi esercitati dai greci lungo la valle del Devoli e lungo la Val Tomorizza per aprirsi una via per Elbasan.
Dopo una ridotta attività invernale, nel mese di marzo del 1941 i combattimenti ripresero veementemente, in modo particolare dal 4 al 18 marzo, con la perdita e la riconquista di molte posizioni. Dal 30 marzo la 9ª Armata ha assunto il compito di difendere il confine albanese-jugoslavo nel settore a protezione della piana di Scutari. In seguito all'avvio dell'ostilità contro la Jugoslavia, unità della 9ª Armata si attestarono sulla linea di confine iniziando a partire dal 10 aprile l'avanzata nel territorio jugoslavo, lungo due assi di penetrazione, uno su Dibër e l'altro verso Struga, occupando le due località il 12 aprile. Dopo l'armistizio chiesto dalla Jugoslavia il 18 aprile, le unità avevano partecipato alle operazioni vennero impegnate in attività di rastrellamento e di presidio. Le unità della 9ª Armata impegnate invece sul fronte greco-albanese passarono all'offensiva il 13 aprile occupando il 15 aprile Korça dopo ripetuti combattimenti. Dal 16 aprile tutto il fronte venne fatto convergere ad est e la 9ª Armata ha rioccupato il 17 aprile Ersekë raggiungendo il confine greco-albanese dalla zona dei laghi del Pindo. Dal 1º luglio 1941, la 9ª Armata, ampliati compiti e funzioni, cambiò la sua denominazione in Comando Superiore Forze Armate Albania, cedendo il III e il XXVI Corpo d'armata all'11ª Armata e ricevendo in cambio in organico il IV e il XIV Corpo d'armata, assumendo in seguito alla trasformazione, l'incarico della difesa del territorio albanese, della Dalmazia meridionale, fino al corso del Narenta, del Kossovano e del Dibrano. Il 1º dicembre, il XIV Corpo d'armata uscì dai della 9ª Armata, diventando autonomo e venne preposto al presidio del Montenegro e in cambio del XIV Corpo d'armata, la 9ª Armata ricevette il XXV Corpo d'armata assumendo anche la giurisdizione sulle forze dislocate nelle Isole Ionie di Corfù, Santa Maura, Cefalonia e Zante.
Dal mese di febbraio 1942, il controllo delle isole Ionie venne trasferito all'11ª Armata; per tutto il 1942 il Comando Superiore Forze Armate Albania ha continuato l'attività di coordinamento per la difesa territoriale e costiera dell'Albania.
Il 1º giugno 1943 il Comando Superiore Forze Armate Albania riprese la denominazione di 9ª Armata con le sue unità a svolgere fino a settembre i rispettivi compiti difensivi e di presidio. Il 19 settembre 1943 in seguito agli avvenimenti determinati dall'armistizio il Comando della 9ª Armata venne sciolto.

## Comandanti
Comando 9ª Armata (1918)
| Grado            | Nome!         | Dal           | Fino al          |
| ---------------- | ------------- | ------------- | ---------------- |
| Tenente generale | Paolo Morrone | 1 giugno 1918 | 15 febbraio 1919 |

Comando 9ª Armata (1940-1941)
| Grado                       | Nome!                    | Dal              | Fino al          |
| --------------------------- | ------------------------ | ---------------- | ---------------- |
| Generale designato d'armata | Mario Vercellino         | 9 novembre 1940  | 15 febbraio 1941 |
| generale d'armata           | Alessandro Pirzio Biroli | 16 febbraio 1941 | 1 luglio 1941    |

Comando Superiore FF.AA. Albania
| Grado                      | Nome!                    | Dal             | Fino al         |
| -------------------------- | ------------------------ | --------------- | --------------- |
| generale d'armata          | Alessandro Pirzio Biroli | 1 luglio 1941   | 1 dicembre 1941 |
| generale di corpo d'armata | Camillo Mercalli         | 1 dicembre 1941 | 1 ottobre 1942  |
| generale d'armata          | Lorenzo Dalmazzo         | 1 ottobre 1942  | 1 giugno 1943   |

Comando 9ª Armata (1943)
| Grado             | Nome!            | Dal           | Fino al           |
| ----------------- | ---------------- | ------------- | ----------------- |
| generale d'armata | Lorenzo Dalmazzo | 1 giugno 1943 | 11 settembre 1943 |